# Echineulima palucciae
Echineulima palucciae is een slakkensoort uit de familie van de Eulimidae. De wetenschappelijke naam van de soort is voor het eerst geldig gepubliceerd in 1864 door Fischer.